# Gaspare Tagliacozzi
Pour les articles homonymes, voir Tagliacozzi.
Gaspare Tagliacozzi (ou Tagliacozzo) Trigambe, né en 1545 à Tagliacozzo (ou à Bologne) et mort à Bologne le 7 novembre 1599, est un médecin italien. Il est considéré comme l'un des premiers à avoir pratiqué la chirurgie faciale. Il s'appelait en réalité Trigambe, mais son biographe et ami le nomma Tagliacozzi, comme la ville où il était né.

## Biographie

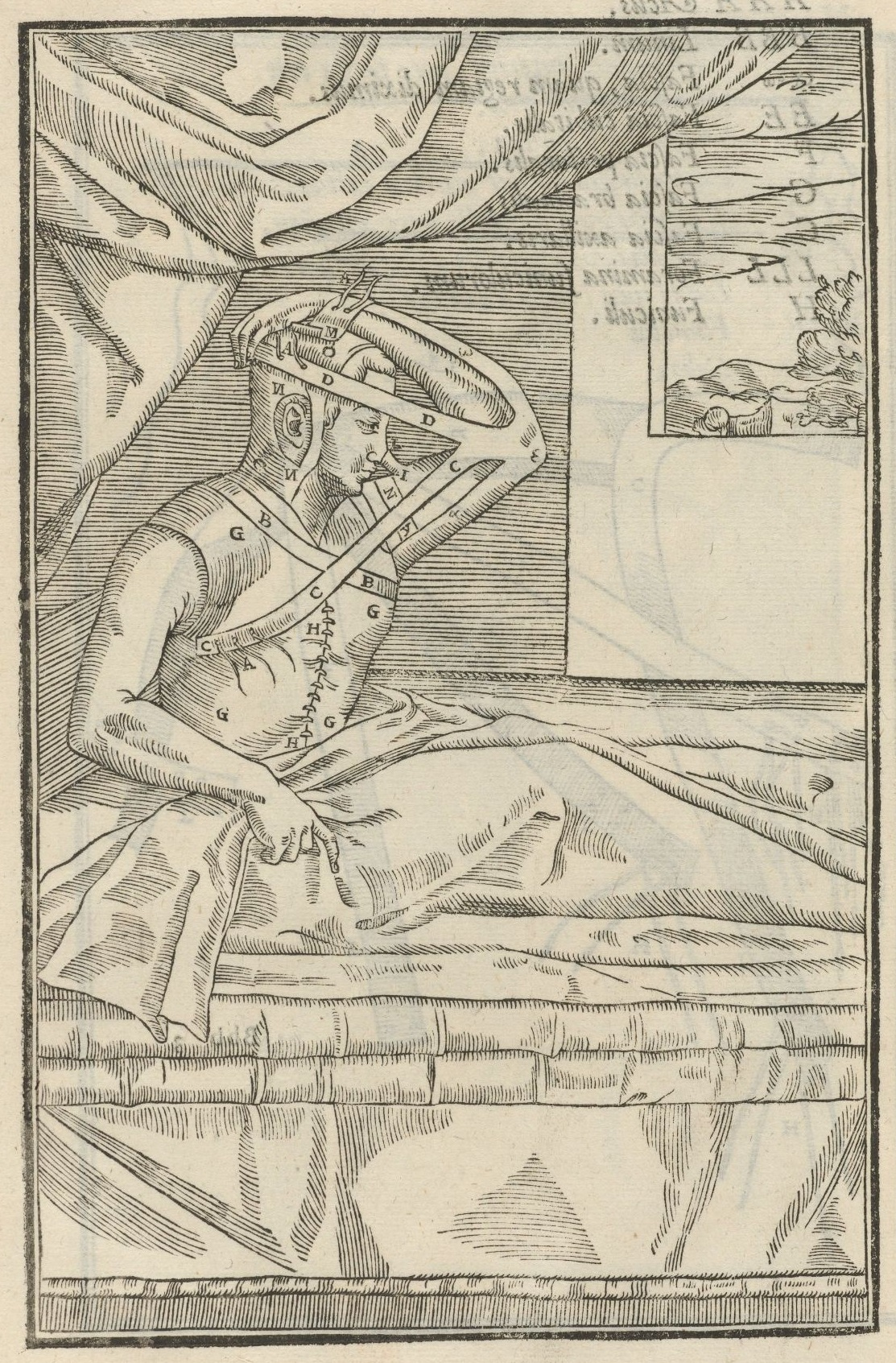
Greffe italienne, image fournie par la Houghton Library

Gaspare Tagliacozzi acquiert au fil des ans une technique pour reconstruire les pertes de substance cutanée du nez, des lèvres ou des oreilles à l'aide de la peau du bras. Cela lui vaut le surnom de « chirurgien des miracles ». Son goût est devenu le bon goût de la beauté, qu'il sait restituer à ceux qui l'ont perdue. On considère qu'il est ainsi un précurseur de la chirurgie plastique et reconstructive.
Tagliacozzi décrit sa méthode dans un ouvrage intitulé Chirurgia nova de nasium, aurium, labiorumque defectu per insitionem cutis ex humero. À partir de 1570, il est titulaire de la chaire de chirurgie à l'université de Bologne, à laquelle vient s'ajouter en 1590 celle d'anatomie.
Il invente une technique de greffe du nez — dite « greffe italienne » — encore utilisée pendant la Première Guerre mondiale pour traiter les Gueules cassées.

## Œuvres
- (la) Gasparo Tagliacozzi, De Curtorum Chirurgia, Venise (lire en ligne) - Autre édition, plus lisible, Berlin, 1831 : De Curtorum Chirurgia sur Internet Archive.
- (la) Gasparo Tagliacozzi, Cheirurgia nova… De narium, aurium, labiorumque defectu, per insitionem cutis ex humero, arte, hactenus omnibus ignota…, Francfort (lire en ligne)

## Honneurs
- Le théâtre anatomique du palais de l'Archiginnasio conserve une statue de lui[5].
- Il y a, à Bologne, une via Gaspare Tagliacozzi[6].